# Woody Creek
Woody Creek – jednostka osadnicza w Stanach Zjednoczonych, w stanie Kolorado, w hrabstwie Pitkin.